# Армстронг (округ, Техас)
Шаблон:StateAbbr_ 34°58′ пн. ш. 101°21′ зх. д. / 34.97° пн. ш. 101.35° зх. д.
О́круг А́рмстронґ (англ. Armstrong County) — округ (графство) у штаті Техас, США.Адміністративний центр округу є місто Клод. Ідентифікатор округу 48011.

## Історія
Округ утворений 1876 року.

## Демографія
За даними перепису 2000 року загальне населення округу становило 2148 осіб, усе сільське. Серед мешканців округу чоловіків було 1036, а жінок — 1112. В окрузі було 802 домогосподарства, 613 родин, які мешкали в 920 будинках. Середній розмір родини становив 2,99.
Віковий розподіл населення поданий у таблиці:
| Стать    | До 15 років | 15-21 | 22-29 | 30-39 | 40-49 | 50-65 | 65-85 | Понад 85 |
| -------- | ----------- | ----- | ----- | ----- | ----- | ----- | ----- | -------- |
| Чоловіки | 228         | 101   | 75    | 125   | 170   | 170   | 138   | 29       |
| Жінки    | 223         | 88    | 75    | 132   | 167   | 181   | 189   | 57       |

## Суміжні округи
- Карсон — північ
- Грей — північний схід
- Донлі — схід
- Бриско — південь
- Свішер — південний захід
- Рендалл — захід
- Поттер — північний захід

## Виноски
1. ↑  U.S. Decennial Census. United States Census Bureau. Архів оригіналу за 26 квітня 2015. Процитовано 18 квітня 2015.
2. ↑  Texas Almanac: Population History of Counties from 1850–2010 (PDF). Texas Almanac. Архів оригіналу (PDF) за 26 лютого 2015. Процитовано 18 квітня 2015.
3. ↑  State & County QuickFacts. United States Census Bureau. Архів оригіналу за 6 липня 2011. Процитовано 8 грудня 2013. [Архівовано 2015-12-01 у Wayback Machine.](англ.) Наведено за англійською вікіпедією.
4. ↑  American FactFinder. Бюро перепису населення США. Архів оригіналу за 26 лютого 2012. Процитовано 31 січня 2008. [Архівовано 2008-05-21 у Wayback Machine.]

| США | Це незавершена стаття з географії США. Ви можете допомогти проєкту, виправивши або дописавши її. |